# Badince
Badince (izvirno srbsko Бадинце) je naselje v Srbiji, ki upravno spada pod Mesto Leskovac; slednja pa je del Jablaniškega upravnega okraja.

## Demografija
V naselju, katerega izvirno (srbsko-cirilično) ime je Бадинце, živi 409 polnoletnih prebivalcev, pri čemer je njihova povprečna starost 39,4 let (37,6 pri moških in 41,3 pri ženskah). Naselje ima 107 gospodinjstev, pri čemer je povprečno število članov na gospodinjstvo 4,87.
To naselje je, glede na rezultate popisa iz leta 2002, večinoma srbsko, a v času zadnjih 3 popisov je opazen porast števila prebivalcev.
|  |

| Demografija | Demografija     | Demografija     |
| Leto        | Št. prebivalcev | Št. prebivalcev |
| ----------- | --------------- | --------------- |
|             |                 |                 |
|             |                 |                 |
|             |                 |                 |
|             |                 |                 |
| 1948        | 408             |                 |
| 1953        | 411             |                 |
| 1961        | 453             |                 |
| 1971        | 460             |                 |
| 1981        | 475             |                 |
| 1991        | 503             | 501             |
| 2002        | 532             | 521             |
|             |                 |                 |

| Etnična sestava po popisu iz leta 2002 | Etnična sestava po popisu iz leta 2002 | Etnična sestava po popisu iz leta 2002 | Etnična sestava po popisu iz leta 2002 | Etnična sestava po popisu iz leta 2002 |
| -------------------------------------- | -------------------------------------- | -------------------------------------- | -------------------------------------- | -------------------------------------- |
| Srbi                                   | Srbi                                   |                                        | 520                                    | 99,80%                                 |
| Makedonci                              | Makedonci                              |                                        | 1                                      | 0,19%                                  |
| Neznano                                | Neznano                                |                                        | 0                                      | 0,0%                                   |